# Hybride

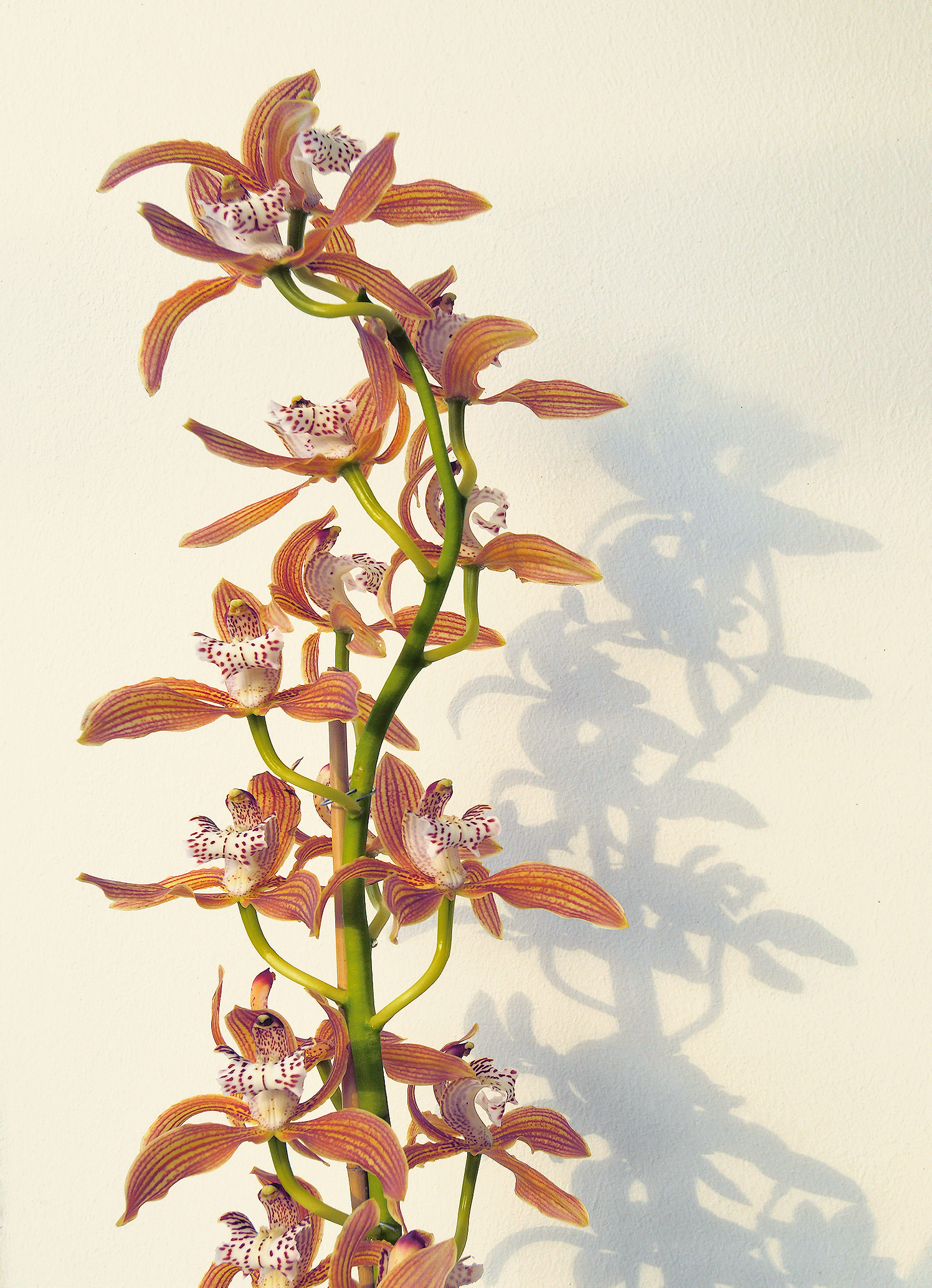
Cymbidium Doris, ein Orchideengrex, entstanden als züchterische Hybride aus Cymbidium insigne und Cymbidium tracyanum

Eine Hybride (auch der Hybride, der Hybrid) oder Naturhybride, veraltet auch Bastard, ist in der Biologie ein Individuum, das aus einer geschlechtlichen Fortpflanzung zwischen Eltern hervorgegangen ist, die nicht Teil der normalen Fortpflanzungsgemeinschaft sind. Im engeren Sinne betrifft dies Kreuzungen zwischen verschiedenen Arten (Arthybride) und seltener Gattungen (Gattungshybride), im weiteren Sinne auch Kreuzungen zwischen verschiedenen Unterarten, Ökotypen oder Populationen.
In der kontrollierten Zucht wird der Begriff für Nachkommen von Kreuzungen verschiedener Rassen oder Zuchtlinien verwendet.

## Sprachliches

### Wortherkunft und Wortformen
Hybride geht auf lateinisch hybrida (auch: hibrida oder ibrida) „Mischling“ zurück. Dies wird etymologisch in der Regel als verwandt mit griechisch ὕβρις hybris („Hochmut“, „Überheblichkeit“) angesehen, wobei die genaue Herkunft von lateinisch hybrida unklar ist. Nach den lateinischen Texten wurde darunter vermutlich zuerst spezifisch ein Mischling aus Wildschwein und Hausschwein verstanden und der Begriff erst später auf andere Mischlinge und Mischwesen übertragen (so in der Naturalis historia von Plinius dem Älteren).
Das Adjektiv hybrid bedeutet so viel wie „aus Verschiedenartigem zusammengesetzt“. Daneben existiert ein gleichlautendes Adjektiv hybrid mit der Bedeutung „hochmütig“, das zu dem Substantiv Hybris gehört.
Das Substantiv Hybride wird überwiegend als Femininum verwendet, daneben auch als Maskulinum: die Hybride, seltener der Hybride. Ferner wird auch die zweisilbige Wortform (der) Hybrid verwendet. Entsprechend sind zwei Pluralformen gebräuchlich: die Hybriden oder die Hybride. Mit Hybrid- werden zahlreiche Zusammensetzungen gebildet (z. B. Hybridmais), auch in anderen Wissenschaften.

### Begriffsverwendung
In der Züchtungspraxis war der Begriff Hybride ursprünglich primär in der Pflanzenzüchtung verbreitet. Dabei werden zunächst zwei Inzuchtlinien einer Rasse ausgewählt und dann gewisse Eigenschaften über viele Generationen durch bewusste Inzucht und anschließende Selektion verstärkt.
In der Tierzucht werden zwar Geflügel und Schweine auch mit dem Zusatz Hybrid- benannt. Dabei handelt es sich jedoch im engeren Sinne um Gebrauchskreuzungen. Inzuchtprodukte mit einer ausreichend hohen Homozygotie zu erzeugen wäre sowohl zeitlich als auch finanziell ein zu hoher Aufwand, da vorher nicht absehbar ist, ob die Kreuzungsprodukte entsprechend höhere Leistung bringen würden.
Zur Abgrenzung der künstlich erzeugten Hybriden bezeichnen Züchter die in der Natur ohne menschliches Zutun entstandenen Kreuzungen (vor allem bei Pflanzen) ferner als Naturhybriden.

### Synonyme
Nichtfachsprachlich bzw. veraltete Bezeichnungen mit derselben Bedeutung wie Hybride sind: Bastard, Mischling oder Blendling.
Allerdings werden in der Tierzucht auch weiterhin die Begriffe Mischling oder Bastard verwendet (letzterer auch in der Heraldik), ohne dass damit eine Negativbewertung ausgedrückt werden soll, die sie vielfach in der Umgangssprache haben.

### Abgrenzung von Chimären
Hybriden sind von Chimären zu unterscheiden. Unter einer Chimäre versteht man einen Organismus, der aus genetisch unterschiedlichen Zellen bzw. Geweben aufgebaut ist, wobei die Zellen aus verschiedenen befruchteten Eizellen stammen. Im Unterschied zu Hybriden gehen Chimären nicht auf geschlechtliche Fortpflanzung zurück. Chimären können etwa als Ergebnis von Organtransplantationen oder in der Pflanzenzucht bei der Veredelung entstehen. Häufig werden sie mit gentechnischen Methoden erzeugt. Trotz dieser Unterschiede werden Chimären gelegentlich als „hybride“ Organismen bezeichnet, da es sich ebenfalls um genetische Mischwesen handelt.

## Bedeutung für die Hybridzucht

### Fertilität
Wenn eine Kreuzung zwischen unterschiedlichen Arten vorliegt – meist sind die Arten nah verwandt –, dann wird konkreter von Arthybriden gesprochen. Arthybriden sind vielfach nicht oder nur verringert fertil, doch gibt es etliche Ausnahmen. Stabilisiert sich eine Hybride in der Generationenfolge und erlangt, etwa durch Verdopplung des Chromosomensatzes, volle Fertilität, so ist aus der Hybride eine neue Art entstanden. Man spricht von einer Hybridart (englisch hybrid species) bzw. von einer alloploiden Art.
Hybriden, deren Eltern derselben Art angehören (also lediglich verschiedene genetische Linien, Sorten oder Rassen darstellen), sind meist fertil; allerdings tritt nach den mendelschen Regeln ab der folgenden Generation (F2-Generation) eine Aufspaltung der Merkmale ein.
Hybridbildung ist in der Züchtungsforschung von praktischer Bedeutung, insbesondere für Kulturpflanzen, doch werden auch bei Zuchttierrassen häufig Rassen in eine andere eingekreuzt, wobei sich die genetischen Merkmale vermischen.

### Vitalität
Mit der Hybridzucht werden Inzucht-Probleme vermieden, siehe Inzuchtdepression. In der pflanzlichen Hybridzucht wird der Heterosis-Effekt ausgenutzt, der – im Vergleich zu reinerbigen Lebewesen – zu mehr Vitalität und Leistungsfähigkeit führt. So kann der Heterosis-Effekt beispielsweise bei Getreide-Arten wie dem Mais zur Verdopplung der Erträge führen. Dementsprechend ist der Anteil der Hybridsorten in den letzten Jahrzehnten stark angestiegen. So waren 1995 bei Brokkoli, Tomaten und Rosenkohl jeweils über 80 % der Sorten Hybridsorten. In den USA werden Hybriden auf mehr als 90 % der Maisfläche verwendet. In China wird mehr als die Hälfte der Reisfläche mit Hybriden gesät. In 16 asiatischen Ländern befinden sich Reishybriden in der Testphase. In Indien sind mehr als ein Drittel der Baumwollfläche Hybriden.
Um den Heterosis-Effekt vollständig zu nutzen, werden in der Hybridzucht reinerbige Inzuchtlinien als Elterngeneration verwendet. Die entstehenden Linienhybriden bilden die erste Filialgeneration (F1-Generation). Sie werden als F1-Hybriden bezeichnet und sind genetisch uniform.
Die Nachkommen von Hybriden verlieren deutlich an Fitness, beispielsweise geht bei Mais der Ertrag um etwa 30 % zurück, wenn das Saatgut aus Hybriden erzeugt wurde. Der übliche Saatgutpreis beträgt aber nur einen Teil dieser Ertragseinbuße, weshalb sich der jährliche Saatgutzukauf aus betriebswirtschaftlicher Sicht lohnt. Der Anreiz für Saatguthersteller, verbesserte Sorten für die offene Bestäubung zu entwickeln, nimmt wegen der Vorteile der Hybridzucht ab. Außerdem können offen bestäubte verbesserte Sorten ihre Züchtungsvorteile durch Kreuzung verlieren, insbesondere wenn sie in Feldnähe zu unverbesserten Sorten angebaut werden.

## Bedeutung für die Evolution
Hybridbildung ist auch bei natürlichen Evolutionsprozessen biologischer Arten von Bedeutung und damit für die Etablierung genetischer Vielfalt innerhalb der Arten. Während die Entstehung neuer Arten durch Art-Hybridisierung bei höheren Pflanzen häufig und schon lange bekannt ist, war sie bei Tieren lange Zeit eher selten beobachtet worden. Natürliche Arthybridisierung tritt aber durchaus im gesamten Tierreich auf. Doch sind tierische Hybriden oft vom Phänotyp her nicht leicht zu erkennen und werden oft erst mit Methoden der genetischen Analyse entdeckt.
Generell ist die Tendenz zu beobachten, dass vor allem junge Arten in der Natur hybridisieren können, soweit Kontaktmöglichkeiten gegeben sind, wobei dieser Vorgang aber vielfach nicht zu einer allgemeinen Vermischung und Verwischung der Artgrenzen führt, sondern zur Ausbildung sogenannter Hybridzonen. Teilweise sind die entstehenden Art-Hybriden steril; in diesem Falle sind sie ohne Belang für den Evolutionsprozess. Bekannte Beispiele hierfür sind Maulesel und Maultier, zwei Kreuzungen von Hauspferd und Hausesel. Teilweise sind sie allerdings durchaus fertil und bilden die Grundlage für die Entstehung neuer Genotypen und Arten, wie dies beispielsweise verschiedentlich für Schnecken, Wasserflöhe oder Vögel gezeigt worden ist. Aus Braunbär und Eisbär sind inzwischen ebenfalls fertile Hybriden in der Natur nachgewiesen.
Auch bei der Evolution zum heutigen Menschen spielte wohl Hybridbildung eine Rolle: Genetische Untersuchungen zur Stammesgeschichte des Menschen ergaben Hinweise auf wiederholte Kreuzungen zwischen Mensch- und Schimpansen-Vorfahren – in der Zeit vor etwa zehn bis sechs Millionen Jahren – über eine Zeitspanne von etwa vier Millionen Jahren hinweg. Auf die im Erbgut des modernen Menschen gefundenen Hinweise auf eine Hybridisierung mit dem Neandertaler und dem Denisova-Menschen vor einigen zehntausend Jahren wurde in einer neueren Arbeit hingewiesen.
Generell gelten alle allopolyploiden Arten als Resultate ehemaliger Hybridisierungen. Dies trifft sowohl auf gezüchtete als auch auf natürlich allopolyploid entstandene Tier- und Pflanzenarten zu. Unter den Pflanzen sind solche Fälle beispielsweise in der Gattung Nicotiana oder beim Raps (Brassica napus) nachgewiesen worden. Bei Tieren gibt es entsprechende Nachweise zum Beispiel für Süßwasserschnecken.

## Beispiele aus der Pflanzen- und Tierwelt
Die Kennzeichnung von Hybriden erfolgt durch ein Multiplikationszeichen × (nicht den kleinen Buchstaben x). Bei Arthybriden wird dieses kleine Kreuz zwischen die Elternartnamen gesetzt, bei Gattungshybriden vor die beiden Gattungsnamen.
Die Elternnamen müssen klar, durch Gattungsname und Epitheton, definiert sein. Also z. B.
Kunzea linearis (Kirk) de Lange × K. robusta de Lange & Toelken, aber nicht Kunzea linearis (Kirk) de Lange × robusta de Lange & Toelken.
Hybride können auch benannt werden. Hier wird das Multiplikationszeichens × vor den Namen einer Gattungshybride oder vor das Epitheton im Namen einer Arthybride gesetzt.
Bei benannten Hybriden gehört das Multiplikationszeichen × zum Namen oder Epitheton, ist aber nicht wirklich Teil davon, und seine Platzierung sollte diese Beziehung widerspiegeln. Der genaue Abstand, falls vorhanden, zwischen dem Multiplikationszeichen und dem Anfangsbuchstaben des Namens oder Epithetons sollte davon abhängen, was der Lesbarkeit am besten dient. Es kann also ein Abstand gewählt werden (empfohlen; auch im  International Plant Names Index (IPNI) so verwendet) oder auch nicht (dies kann aber die Lesbarkeit erschweren).
Beispiel Mentha ×smithiana oder  empfohlen mit Abstand Mentha × smithiana oder ×Agropogon littoralis bzw. × Agropogon littoralis.

### Pflanzen
Die Abbildungen zeigen links und rechts zwei Orchideenarten (Elternarten) und dazwischen ihre Naturhybride, die in diesem Fall sogar Gattungshybride ist (wobei nach neueren Erkenntnissen vermutlich beide Arten doch derselben Gattung angehören):

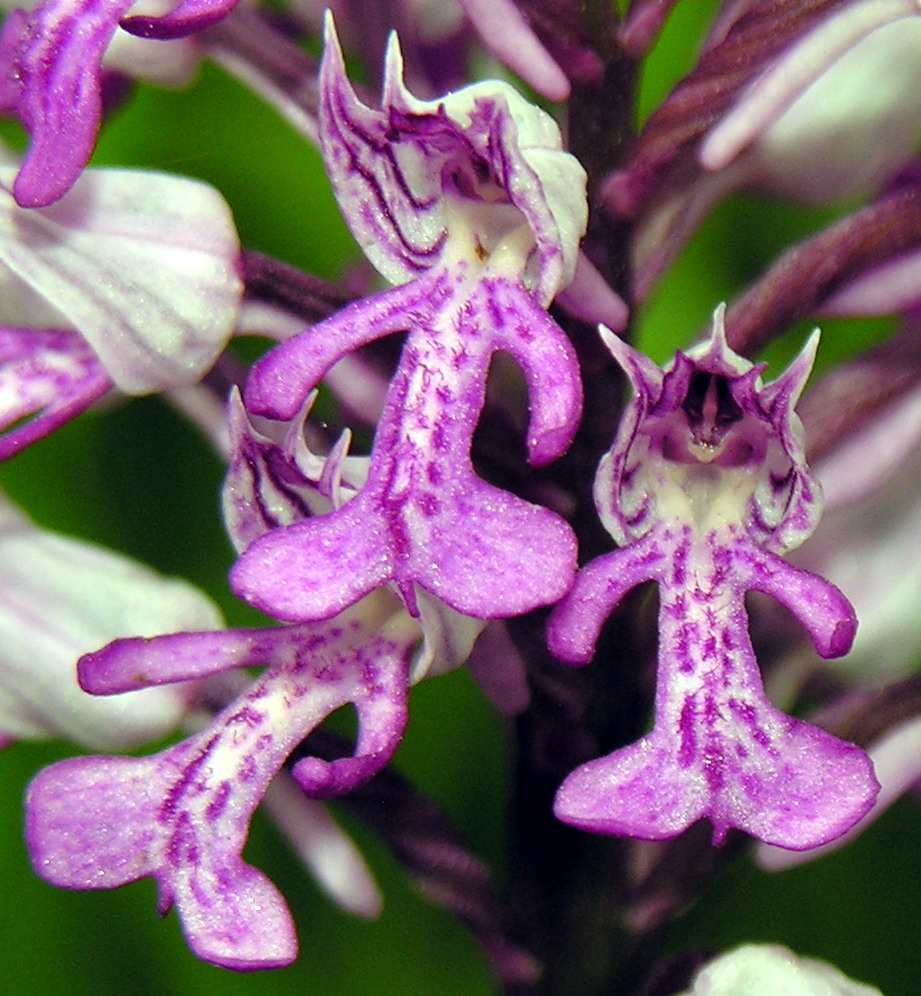
Helm-Knabenkraut (Orchis militaris)
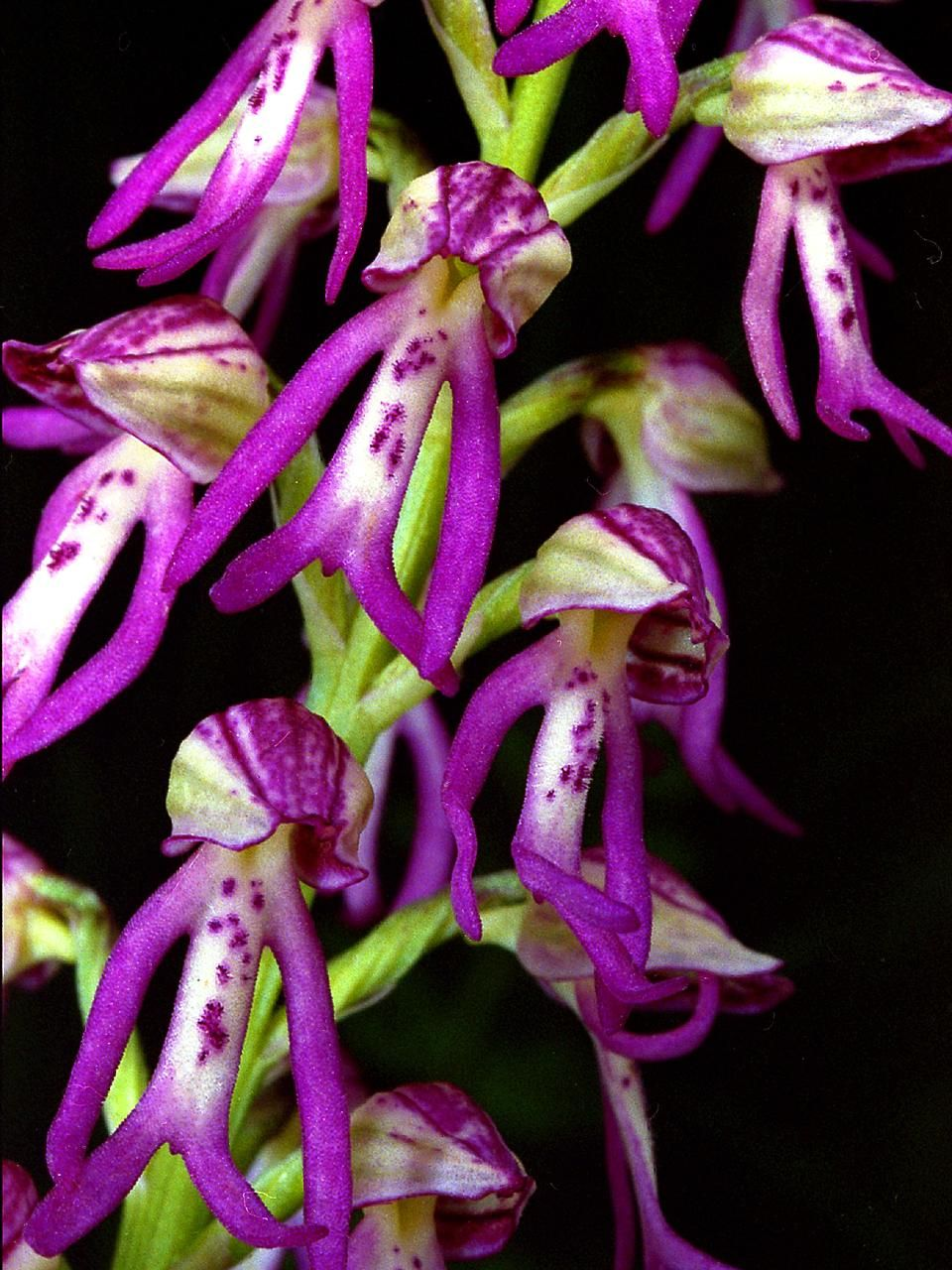
Hybride × Orchiaceras spurium
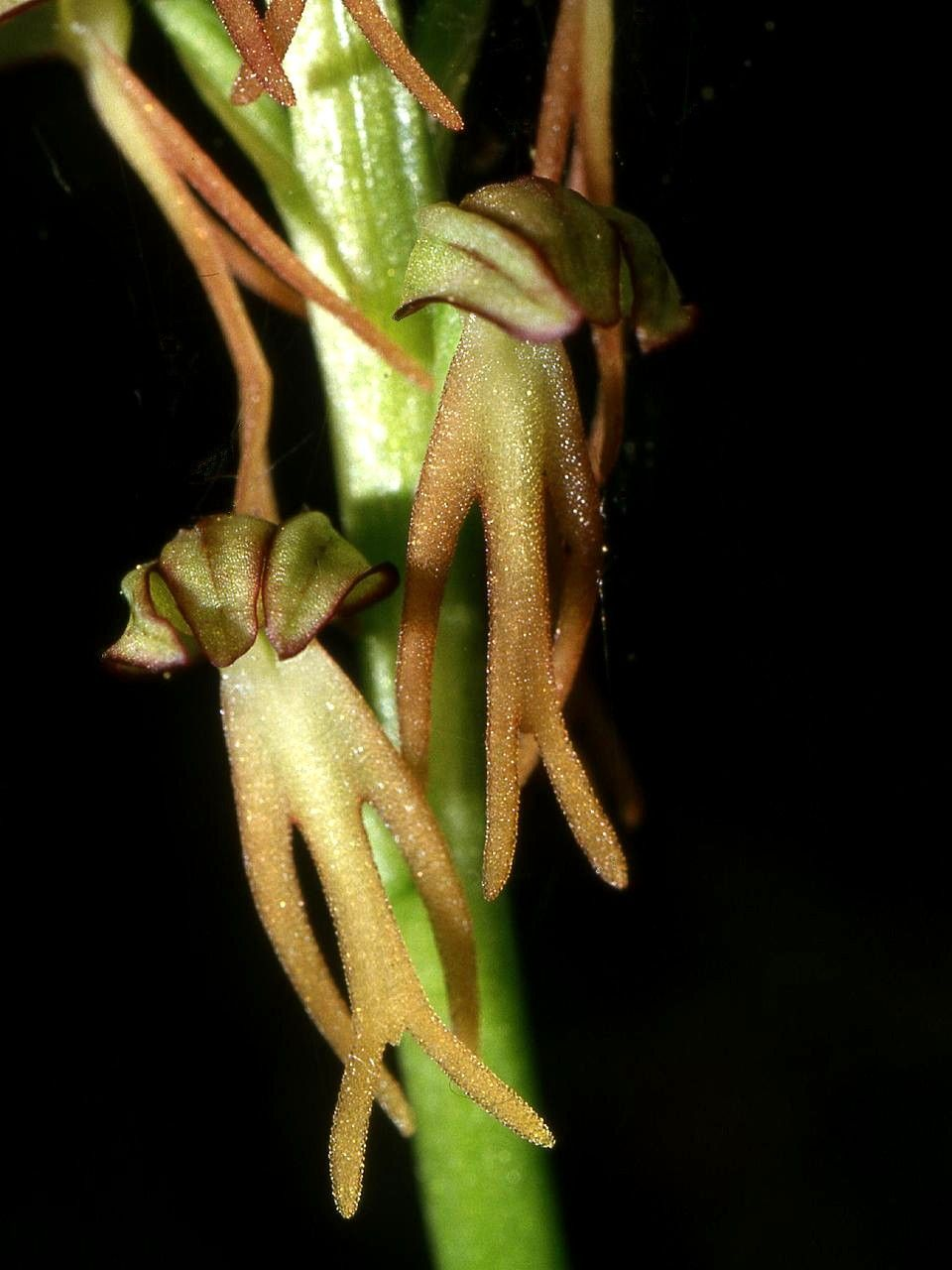
Ohnhorn (Aceras anthropophorum)

Ein weiteres Beispiel, ebenfalls eine Gattungshybride, ist der Zierstrauch ×Chitalpa tashkentensis.

### Tiere
- Der zufällig im Labor gezeugte „Sturddlefish“ ist eine Besonderheit, weil seine Elternarten Löffelstör und Russischer Stör seit ungefähr 183 Millionen Jahren evolutionär getrennt sind.„Sturddlefish“

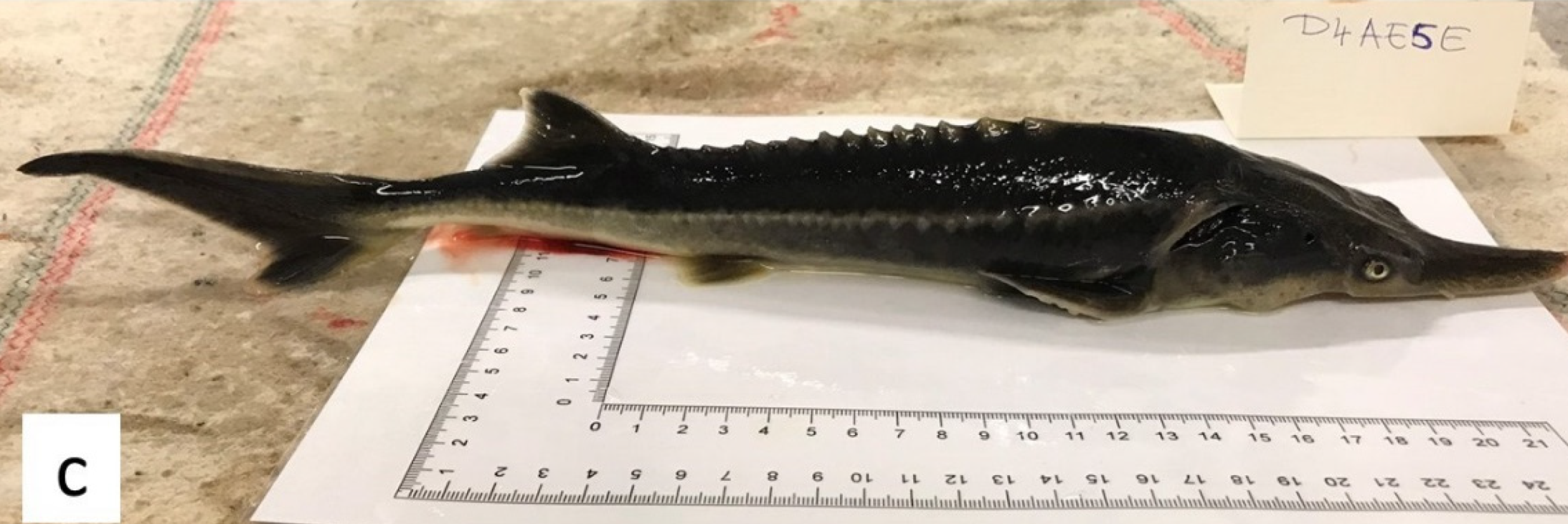
„Sturddlefish“

- Bei den Vögeln wurden bisher Hybriden in ca. 4000 Artkombinationen nachgewiesen, wobei es sich bei ca. 2000 Fällen um Hybriden handelt, die in Menschenobhut entstanden. Die tatsächliche Anzahl der Artkombinationen wird weit höher eingeschätzt, da Hybriden teilweise schwer zu erkennen sind.[20]
- Bei der Spatelraubmöwe (Stercorarius pomarinus) und dem Italiensperling (Passer italiae) wurden mitunter eine hybridogene Herkunft vermutet.
- Der Kaiserfasan galt lange Zeit als ausgestorben und wurde erst 2003 einwandfrei als seltener Hybride zwischen Edwards- und Silberfasan identifiziert.
- Das Rackelhuhn stammt immer von einer Auerhenne und einem Birkhahn. Die umgekehrte Kombination (Birkhenne und Auerhahn) kommt wegen des Größenunterschieds unter natürlichen Bedingungen nicht vor.
- Der Teichfrosch (Pelophylax „esculentus“) ist eine hybridogenetische Hybride aus dem Seefrosch (Pelophylax ridibundus) und dem Kleinen Wasserfrosch (Pelophylax lessonae) und kann sich in der Natur halten und fortpflanzen. Dazu muss nicht einmal unbedingt eine der beiden Elternarten im selben Biotop vorkommen (deren vererbungsgenetische Funktion können triploide Individuen des Teichfrosches übernehmen).
- Die Geißblatt-Made (Rhagoletis mendax × zephyria) hat sich offensichtlich im Verlaufe von etwa 250 Jahren als neue Art aus ihren beiden Elternarten entwickelt.
- Bei Wasserflöhen (Arten der Gattung Daphnia) sind Arthybriden verschiedentlich nachgewiesen worden.[21]
- Schneehase und Feldhase können miteinander fertile Nachkommen haben.[22]
- Camas sind eine Kreuzung aus Altweltkamel und Lama.
- Schiegen sind eine Kreuzung aus Schaf und Ziege.
- Wisente stehen bezüglich der mitochondrialen DNA Vertretern der Gattung Bos näher als dem amerikanischen Bison und dem Yak, weshalb vermutet wird, dass der Wisent eine Hybridspezies darstellt. Demnach hätten prähistorische Bisonbullen sich immer wieder mit Auerochsen oder verwandten Rindern gepaart, woraus im Holozän der Wisent entstand.[23]

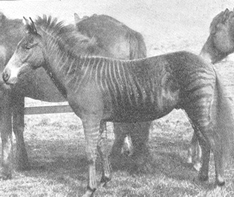
Hybride zwischen Pferd und Zebra: Zorse, 1899

- Zebroide sind Kreuzungen aus Zebras und anderen Tieren der Gattung Pferde.
- Maultiere sind eine Kreuzung einer Pferdestute und eines Eselhengstes.
- Maulesel sind eine Kreuzung einer Eselstute und eines Pferdehengstes.
- „Motty“ war ein 1978 im Zoo von Chester (Großbritannien) geborener Elefantenhybride (Afrikanischer und Asiatischer Elefant, Loxodonta africana × Elephas maximus).[24]
- Hybridhunde (geplante Kreuzung) und Mischlingshunde (nicht geplante Kreuzung)
- Der Pudelwolf ist eine Kreuzung aus einem Königspudel-Rüden und einer Wölfin. Er wurde in den 1960er Jahren zur Verhaltensforschung gezüchtet (Wolf-Vater und Königspudel-Mutter ergeben einen „Wopu“).
- Coydog, Coywolve und Coywolf sind US-amerikanische Namen für dortige Kreuzungen von Kojoten mit Haushunden oder Wölfen.
- Großkatzenhybriden: Ein Beispiel ist die Kreuzung aus Löwe und Tiger (also Liger bzw. Töwe).
- Kleinkatzenhybriden: Ein Beispiel ist die Savannah-Katze (Felis catus × Leptailurus serval), eine Kreuzung aus Hauskatze und Serval
- Pizzly: Am 16. April 2006 wurde in der kanadischen Arktis ein Eisbär mit leicht bräunlichem Fell geschossen. Genetische Untersuchungen zeigten, dass damit der erste im Freiland nachgewiesene Mischling von Eisbärin und Grizzly gefunden worden war.[25] Schon länger war aus zoologischen Gärten bekannt, dass beide Bärenarten miteinander Nachwuchs zeugen können. In der Natur hatte man zuvor beim zufälligen Treffen beider Arten jedoch regelmäßig aggressive Auseinandersetzungen beobachtet.[26]
- Ein Wolphin ist eine seltene Kreuzung eines Großen Tümmlers mit einem Kleinen Schwertwal.